# Llista de peixos del riu Kabul

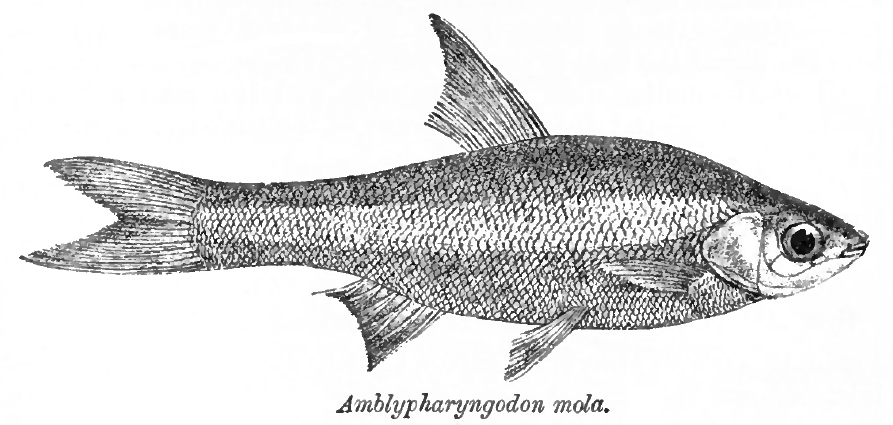
Amblypharyngodon mola

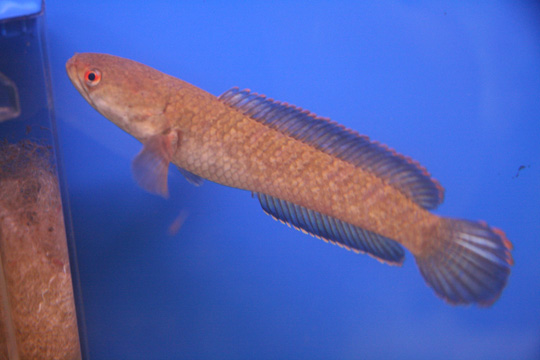
Channa gachua

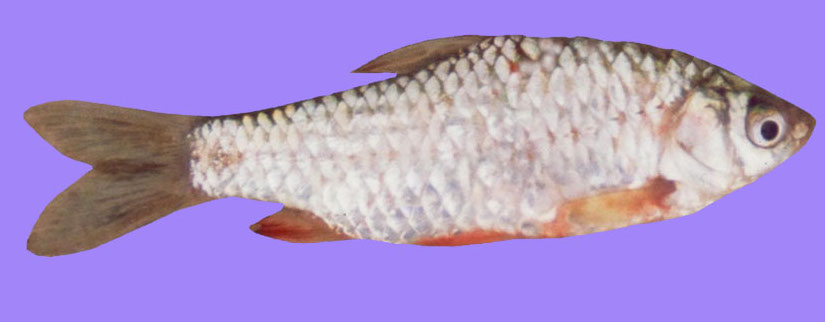
Puntius sarana

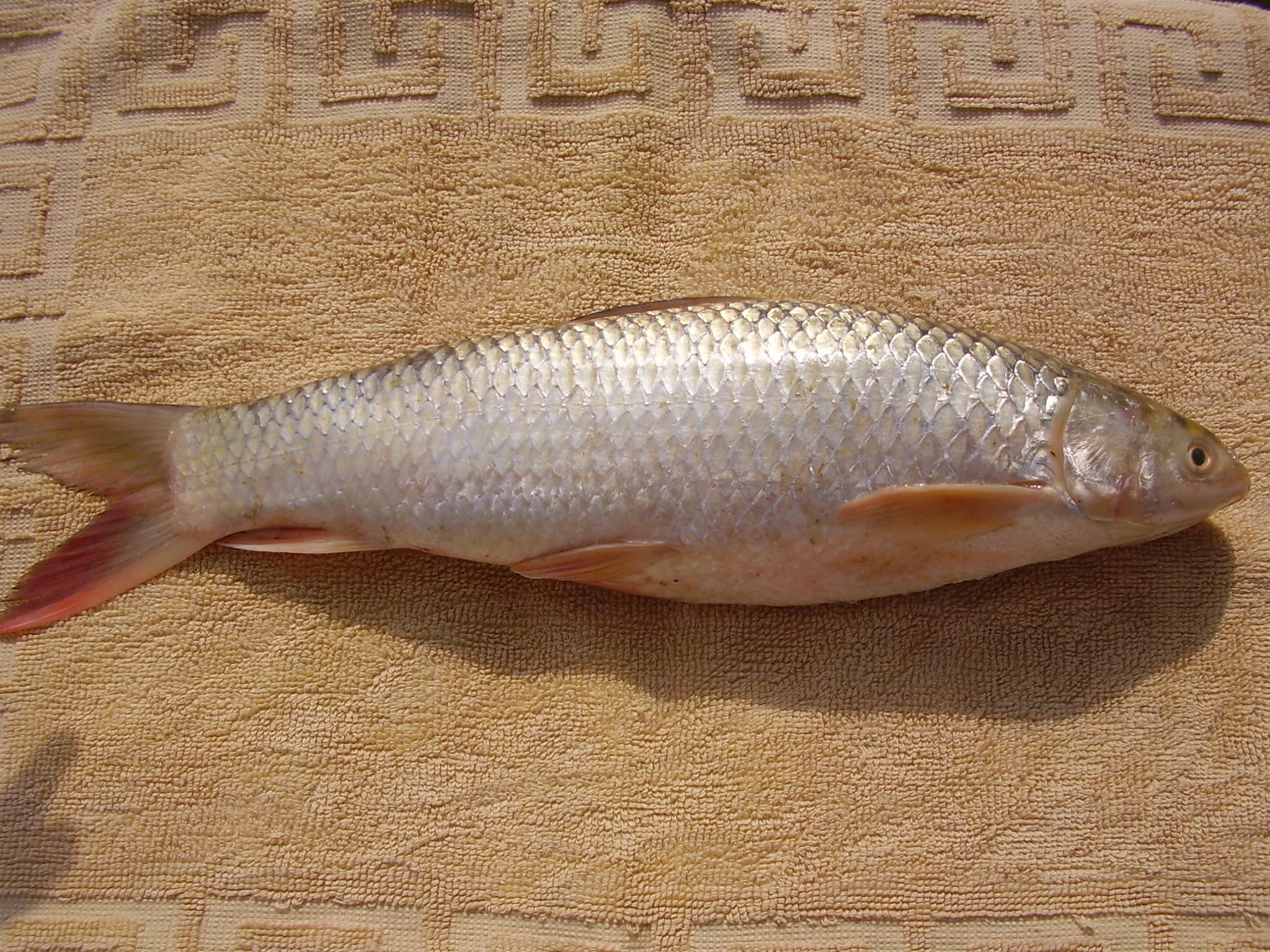
Tor putitora

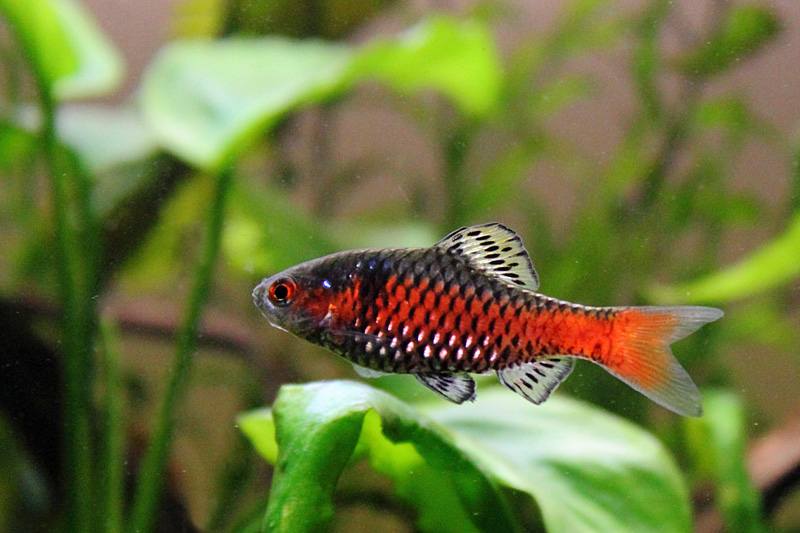
Puntius ticto

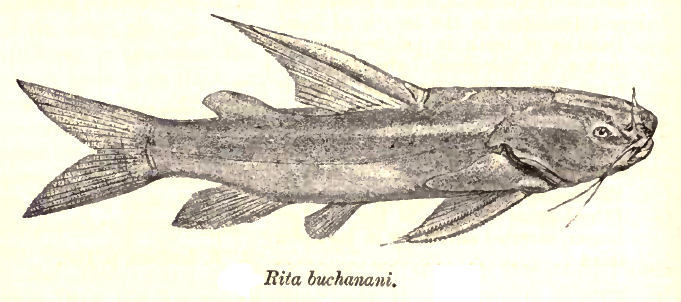
Rita rita

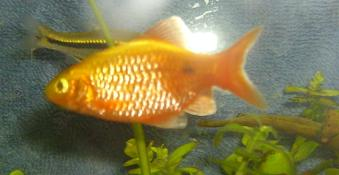
Puntius conchonius

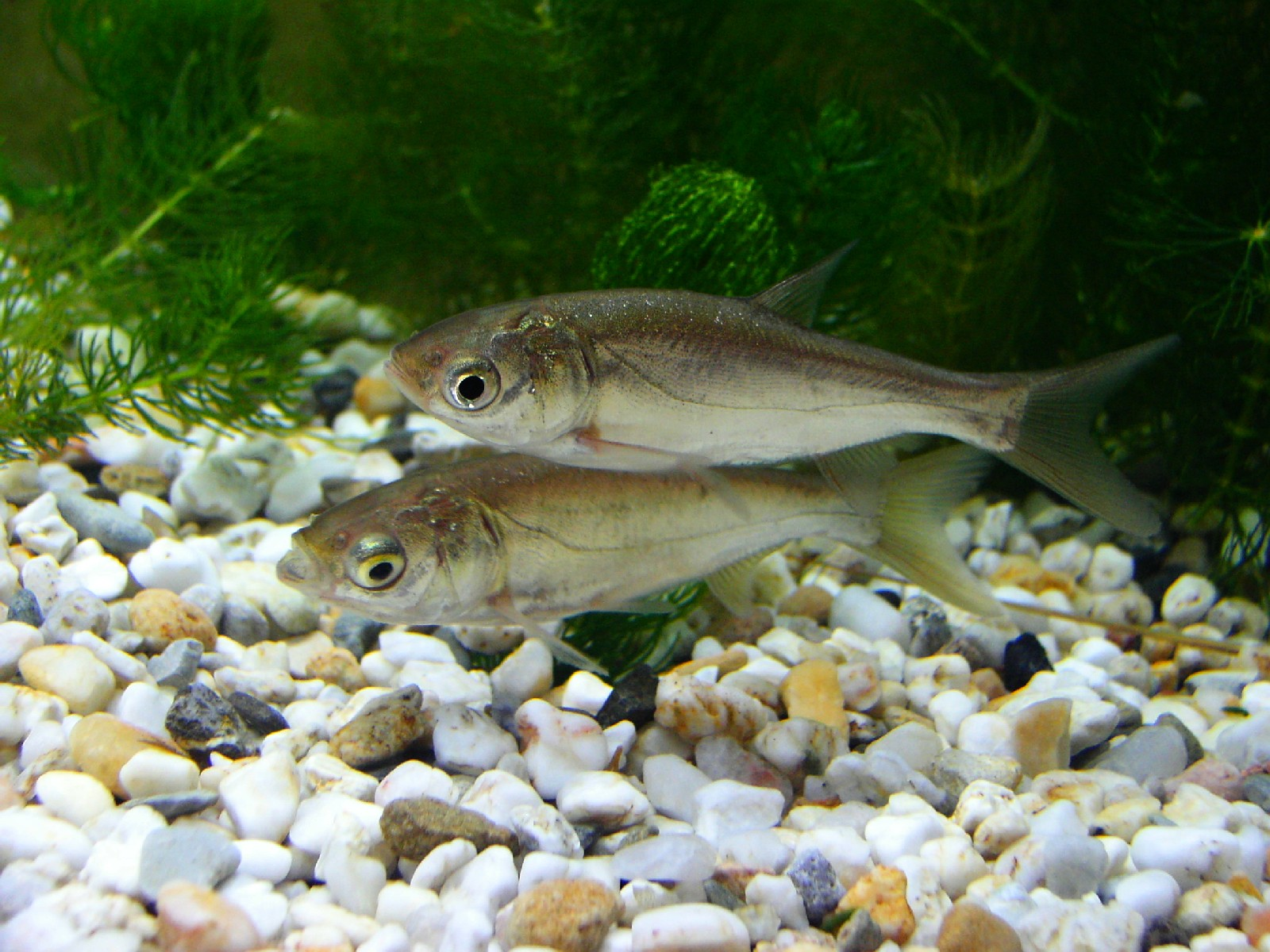
Hypophthalmichthys molitrix

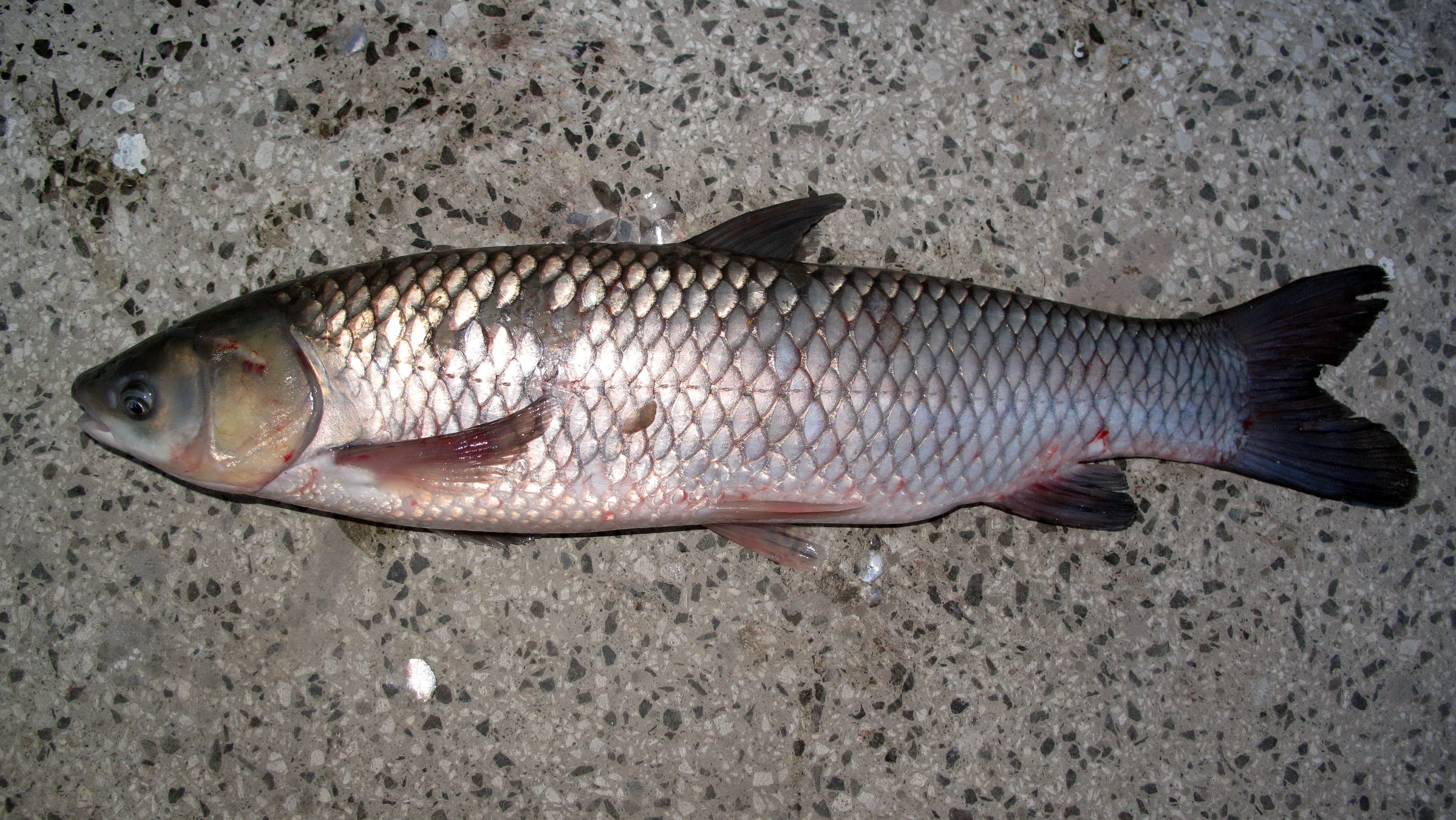
Ctenopharyngodon idella

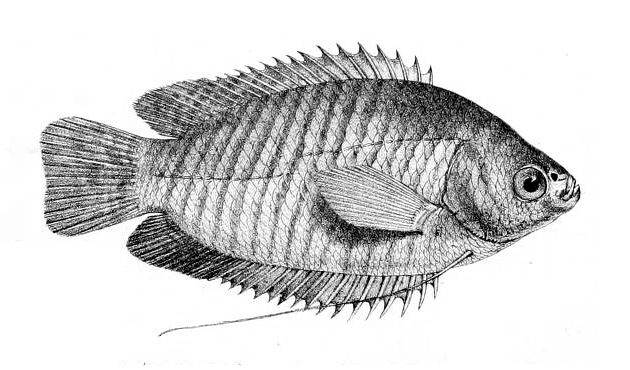
Colisa fasciata

Aquesta llista de peixos de riu Kabul -incompleta- inclou 44 espècies de peixos que es poden trobar al riu Kabul, a l'Afganistan i el Pakistan, ordenades per l'ordre alfabètic de llur nom científic.

## A
- Amblypharyngodon mola
- Aspidoparia jaya
- Aspidoparia morar

## B
- Bangana ariza
- Bangana dero
- Bangana diplostoma
- Barilius vagra
- Botia javedi[1]

## C
- Carassius auratus auratus
- Channa gachua
- Channa punctata
- Clupisoma naziri
- Colisa fasciata
- Crossocheilus diplochilus
- Crossocheilus latius
- Ctenopharyngodon idella

## D
- Devario devario

## E
- Esomus danricus

## G
- Glyptosternon reticulatum
- Glyptothorax jalalensis

## H
- Hypophthalmichthys molitrix

## L
- Labeo angra
- Labeo dyocheilus
- Labeo gonius
- Labeo pangusia

## N
- Naziritor zhobensis

## O
- Ompok canio
- Ompok pabda

## P
- Paracobitis ghazniensis
- Paraschistura alepidota
- Paraschistura microlabra
- Paraschistura sargadensis
- Puntius conchonius
- Puntius sarana
- Puntius sophore
- Puntius ticto

## R
- Rita rita

## S
- Salmophasia bacaila
- Schistura corica
- Schizothorax edeniana
- Schizothorax esocinus
- Schizothorax labiatus

## T
- Tor putitora
- Triplophysa griffithi[2]